# Hydrocotyle corynophora
Hydrocotyle corynophora är en växtart i släktet Hydrocotyle och familjen araliaväxter.
Arten förekommer i Western Australia. Den beskrevs av Ferdinand von Mueller 1890.